# フォルティ
フォルティ (Forti) は、1995年から1996年にF1世界選手権に参戦していたイタリアのレーシングチームである。正式名称はフォルティ・コルセ。オーナーはグイド・フォルティ。

## 歴史
チームはイタリアF3選手権で4度のタイトルを取り、1987年から国際F3000選手権にも参戦し優勝キャリアを持つ。国際F3000時代には野田英樹が在籍した。
1995年に国際F3000のドライバー、ペドロ・ディニスとともにコンストラクター（オリジナルのマシンを製造してグランプリに参加するチーム）としてF1にステップアップする。
ドライバーはディニスと3年ぶりのF1シート獲得となったロベルト・モレノだったが、実質的に大きなスポンサー資金を持つディニスのためのワンマンチームであった。
シャシーはFG01、エンジンはフォード・コスワース・EDを搭載した。

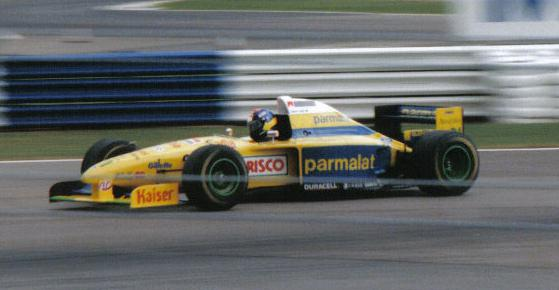
フォルティ・コルセFG01・フォード（1995年）

FG01は当初他チームより60kg重いという短所のあるマシンであった。開幕戦直前にテクニカル・ディレクターとして加入したセルジオ・リンランドがディニスを支援するスポンサーからの豊富な資金を活かし、風洞で改良を施した。しかしリンランドは在籍3か月余りで「家族がイタリアでの生活になじめなかった」ことを理由に、5月にチームから離れてしまった。以後はチームの技術部門トップ(顧問)だったジョルジョ・スティラーノがFG01の開発を引き継ぎ、軽量化やサイドポンツーンの変更、フロントノーズを吊り下げ型ステーを持つウイングに変更など大きな変更を施したBスペックシャシーへの改造を加えながらのF1初年度となった。しかし基本性能の低いシャシーであり、予選最高位はオーストラリアGPのモレノの20位、決勝最高位は同グランプリのディニスの7位とノーポイントとなった。ディニスは中盤以降完走を続け、チームの戦闘力はパシフィックを抜くなどゆっくりながら成長も見せた。チーム完走率では最終戦でフットワーク（アロウズ）を上回り、最下位を脱した。
改良パーツはディニスのマシンを優先して投入され、モレノはシーズンを通して苦戦を強いられた（改良パーツやスペアカーだけでなく、モレノのマシンそのものも希望した場合はディニスが使用できる優先権があった。そのためイタリアGPでは再スタート時にモレノのマシンがディニスに提供されたため、モレノはレースへの出走すら断念せざるを得なかった）。
1996年シーズン開幕後、チームマネージャーとしてチェーザレ・フィオリオが加入したが、ディニスが多数のスポンサーと共にリジェへと移籍した事で資金難に陥る。また、この年より予選の107%ルールが施行されたが、予選落ちを繰り返すほどにフォルティは苦戦を強いられた。
ドライバーはルカ・バドエルとアンドレア・モンテルミーニを正ドライバーに、テスト・リザーブドライバーにはフランク・ラゴルスを起用。エンジンはフォード・コスワース・ZETEC-Rを搭載し、シャシーは前年の改良型FG01B（FG02とする資料もある）、サンマリノGPからジョージ・ライトン設計のFG03を投入したが戦闘力の低さは相変わらずだった。
スペインGP以降、シャノン・レーシング傘下に入ることで大規模なスポンサードを受けることになり、マシンのカラーリングが黄色からシャノンのイメージカラーであるグリーンへと変更された。これによりチームの財政状況が改善されると思われたが、実際にはスポンサーフィーは支払われず、フォード・コスワースへのエンジン代金の支払いが滞った。その結果、第10戦イギリスGPを2人揃って予選落ちした後、エンジン供給を止められてしまい、シーズン半ばに撤退を強いられた。二人そろっての予選落ちはここまでで4回、完走は3回のみと完走率も低かった。

## エピソード
- F1へのステップアップのきっかけは、ブラジル屈指のスーパーマーケット・チェーン店“ポン・デ・アスカール（ポルトガル語版）（葡: Pão de açucar）”などを傘下に持ち、数々の事業を展開する企業グループの総帥として知られる、ブラジルでも有数の実業家アビーリオ・ディニスが、自分の息子をF1ドライバーにするために取引先のブラジル企業をスポンサーとして大挙投入したことによるものである。言い換えれば、｢息子のためにチームごとF1へ送り込んだ｣ものであった。
- 上記の背景があったため、F1新規チームとしては異例の恵まれた予算を持つチームだった。しかし､潤沢な資金の元はディニスのブラジルマネーであったため、ディニスの去就によってすぐに資金難に陥る危険性を秘めた状況でもあった。そして実際に翌年ディニスは持ち込みスポンサーと共にリジェへと移籍したため、フォルティは資金不足に陥り撤退を余儀なくされた。
- 1995年シーズンのドライバーラインナップは、ディニス/モレノのブラジル人コンビとなったが、この布陣を『裕福なブラジル人（ディニス）が貧乏なブラジル人（モレノ）を雇っている』かの風刺記事を書くメディアもあった。これはチームが新人であり経験も速さも無いディニスがNo.1で、表彰台経験を持つモレノが完全なNo.2扱いを受けるという実績とは逆の序列が敷かれていたことに起因する。
- 他チームでは既にセミオートマチックトランスミッションが標準装備となっていた時代に、F1デビュー作として投入されたFG01は、6速マニュアルトランスミッション（MT）、パワーステアリング未搭載にも関わらず、規定最低重量を80kg以上も超過していた。モンツァで行ったテスト走行では、下位カテゴリのF3000マシンよりトップスピードが6km/h遅かった。さらにエンジン回転数も最高で13,000rpmしか回らず、サスペンション性能の低さからブレーキング時には車が派手にバンプしていた[5]。
- フォルティが撤退時まで使用したエンジンは、翌1997年に新規参入したマスターカード・ローラF1チームにあてがわれた。満足に資金を確保できないチームにフォード・コスワースも力を注がなかったため信頼性は無く、直線テストですら問題が生じる個体だった[6]。
- 2013年1月、チーム創設者でありオーナーのグイド・フォルティが他界した。72歳没。

## F1での成績
(key) （太字はポールポジション）
| 年     | シャーシ          | エンジン               | タイヤ | ドライバー                 | 1   | 2   | 3   | 4   | 5   | 6   | 7   | 8   | 9   | 10  | 11  | 12  | 13  | 14  | 15  | 16  | 17  | ポイント | 順位 |
| ------ | ----------------- | ---------------------- | ------ | -------------------------- | --- | --- | --- | --- | --- | --- | --- | --- | --- | --- | --- | --- | --- | --- | --- | --- | --- | -------- | ---- |
| 1995年 | フォルティ・FG01  | コスワース・ED V8      | G      |                            | BRA | ARG | SMR | ESP | MON | CAN | FRA | GBR | GER | HUN | BEL | ITA | POR | EUR | JPN | PAC | AUS | 0        | NC   |
| 1995年 | フォルティ・FG01  | コスワース・ED V8      | G      | ペドロ・ディニス           | 10  | NC  | NC  | Ret | 10  | Ret | Ret | Ret | Ret | Ret | 13  | 9   | 16  | 13  | 17  | Ret | 7   | 0        | NC   |
| 1995年 | フォルティ・FG01  | コスワース・ED V8      | G      | ロベルト・モレノ           | Ret | NC  | NC  | Ret | Ret | Ret | 16  | Ret | Ret | Ret | 14  | Ret | 17  | Ret | 16  | Ret | Ret | 0        | NC   |
| 1996年 | フォルティ・FG01B | コスワース・ZETEC-R V8 | G      |                            | AUS | BRA | ARG | EUR | SMR | MON | ESP | CAN | FRA | GBR | GER | HUN | BEL | ITA | POR | JPN |     | 0        | NC   |
| 1996年 | フォルティ・FG01B | コスワース・ZETEC-R V8 | G      | ルカ・バドエル             | DNQ | 11  | Ret | DNQ |     |     |     |     |     |     |     |     |     |     |     |     |     | 0        | NC   |
| 1996年 | フォルティ・FG01B | コスワース・ZETEC-R V8 | G      | アンドレア・モンテルミーニ | DNQ | Ret | 10  | DNQ | DNQ |     |     |     |     |     |     |     |     |     |     |     |     | 0        | NC   |
| 1996年 | フォルティ・FG03  | コスワース・ZETEC-R V8 | G      | ルカ・バドエル             |     |     |     |     | 10  | Ret | DNQ | Ret | Ret | DNQ | DNP |     |     |     |     |     |     | 0        | NC   |
| 1996年 | フォルティ・FG03  | コスワース・ZETEC-R V8 | G      | アンドレア・モンテルミーニ |     |     |     |     |     | DNS | DNQ | Ret | Ret | DNQ | DNP |     |     |     |     |     |     | 0        | NC   |